# Корона (ракета-носитель)
«КОРОНА» ракета-носитель (РН) — многоразовая одноступенчатая ракета-носитель с вертикальным взлётом и посадкой.
Одноступенчатые многоразовые ракеты-носители могут стать итогом развития околоземной космонавтики. До 90-х годов XX века отсутствовала материально-техническая возможность создания подобных носителей — для выхода на низкую околоземную орбиту требуется характеристическая скорость (скорость операции выведения в сумме со всеми потерями: гравитационными, аэродинамическими и т.д) не менее 8,5 км/с. По формуле Циолковского легко посчитать, что для кислородно-водородных двигателей, при скорости истечения около 4500 м/с, требуется совершенство конструкции не менее 0,15 (отношение сухой массы к массе заправленной ракеты). И это — без учёта массы полезного груза и затрат топлива на возвращение. В начале XX века Циолковский К. Э., осознав трудности современной ему инженерии в создании ракет с подобным совершенством, придумал «ракетные поезда» (многоступенчатые ракеты-носители). Применение современных материалов и технологий должны позволить реализовать идею одноступенчатого носителя без отделяемых частей.
На 2013 год известен ряд подобных проектов (в стиле — «одной ступенью на орбиту»): Delta Clipper (DC-X, США), RVT и Kankoh-maru (Япония), проекты Armadillo Aerospace, проект одноступенчатой многоразовой ракеты-носителя (ОМРН).

## Основные сведения

### Разработка
Разработка велась ОАО «ГРЦ Макеева» с 1992 по 2012 год, работы свёрнуты ввиду отсутствия источников финансирования.
В 2015 году АО «ГРЦ Макеева» проводило в инициативном порядке проектно-конструкторские работы по облику перспективного космического комплекса с многоразовой одноступенчатой ракетой КОРОНА. В 2017 сообщалось о проведении научно-исследовательских и опытно-конструкторских работ (НИОКР). Так же о возобновлении работ над разработкой ракеты заявлялось в дни ежегодных «Королёвских чтений» в январе 2017 года, в январе 2018 года.
В августе 2016 года Фонд перспективных исследований (ФПИ) сообщил, что предложил ГРЦ им. Макеева создать демонстратор лёгкой ракеты-носителя с многоразовой первой ступенью.
Уровень проведённых работ соответствует предэскизному. По заявлениям в январе 2018 проведены технико-экономические исследования и разработан эффективный график разработки РН, исследованы необходимые условия создания РН и проанализированы перспективы и результаты как разработки, так и эксплуатации.
Ракету можно будет использовать для строительства модульных орбитальных станций или доставки грузов на МКС.
9 февраля 2023 года во время Демидовских чтений, прошедших в Уральском федеральном университете, генеральный директор ГРЦ им. Макеева Владимир Дегтярь сообщил, что предприятие в этом году приступит к научно-исследовательским работам по созданию ракеты-носителя КОРОНА; ракета будет иметь предельно низкую стоимость выведения полезной нагрузки на орбиту, кратность её применения — до 100 раз. Согласно презентации, стартовая масса перспективной многоразовой ракеты составит 302—315 т, высота — 42,15 м, длина — 38,07 м. Масса полезной нагрузки на низкой околоземной орбите (200 км, наклонение 51,7 градусов, космодромом Восточный) при однопусковой системе выведения — 5,5 т, при двухпусковой — 10,6 т.
28 марта 2023 года в ГРЦ им. Макеева прошло совещание по научно-исследовательской работе по подтверждению ключевых технологий проекта «Корона». Основными преимуществами прорабатываемой ракеты-носителя являются низкая стоимость выведения полезной нагрузки за счет полной многоразовости системы, высокие темпы пусков, способность не только выводить, но и возвращать грузы с орбиты массой, соизмеримой с массой выведения, а также производить дозаправку и ремонт объектов на орбите. НИР предполагается к выполнению в 2023—2025 годах с привлечением предприятий Роскосмоса.
30 марта 2023 года Роскосмос сообщил, что в РН предусматривается центральное расположение отсека полезной нагрузки, благодаря чему с помощью ракеты-носителя, в зависимости от поставленной задачи, можно будет решать различные задачи: выводить полезную нагрузку, забирать объекты с орбиты, проводить ремонт или дозаправку.
В сентябре в Научно-производственном объединении Энергомаш имени академика В. П. Глушко (входит в Госкорпорацию «Роскосмос») состоялось заседание Научно-технического совета, на котором были рассмотрены результаты проработки маршевого двигателя с центральным телом для перспективной ракеты-носителя «Корона». На следующем этапе научно-исследовательской работы планируется на основе расчетных данных НПО Энергомаш разработать модельную конструкцию двигателя и провести её испытания в газодинамической трубе Центрального аэрогидродинамического института.
|  |

### Технические данные
Предназначена для выведения космических аппаратов (КА) и КА с разгонных блоков (РБ) на низкие околоземные круговые орбиты высотой 200—500 км. РН имеет стартовую массу 280—290 т и предназначена для выведения полезных грузов массой до 7 т при традиционном использовании или до 12 т при специальной схеме выведения на низкие околоземные орбиты (с территории России, соответственно, до 6 т и до 11 т). С применением многоразовых разгонных блоков, образующих с ней комплекс выведения, РН обеспечивает выведение на орбиты с наклонением до 110° до высот 10 000 км и возвращение с них при необходимости. Топливо кислород/водород. Маршевый двигатель внешнего расширения с центральным телом (модульная камера сгорания) — близок по конструкции двигателям серии J-2T (см. статью J-2) Рокетдайн, разработчик двигателя ракеты неизвестен. Особенностью компоновки является конусообразный корпус РН и расположение отсека ПН в центральной части ракеты-носителя. При возвращении на Землю РН, управляемая реактивными двигателями малой тяги, производит активное маневрирование с помощью подъёмной силы корпуса в верхних слоях атмосферы для выхода в район космодрома. Взлёт и посадка осуществляется с применением упрощенных стартовых сооружений с взлётно-посадочной площадкой. Старт и посадка с применением взлётно-посадочных амортизаторов размещенных в кормовой части. РН подобного типа можно использовать для запусков с морских платформ, поскольку она не нуждается во взлётной полосе для посадки и может использовать одну и ту же площадку для взлёта и посадки.

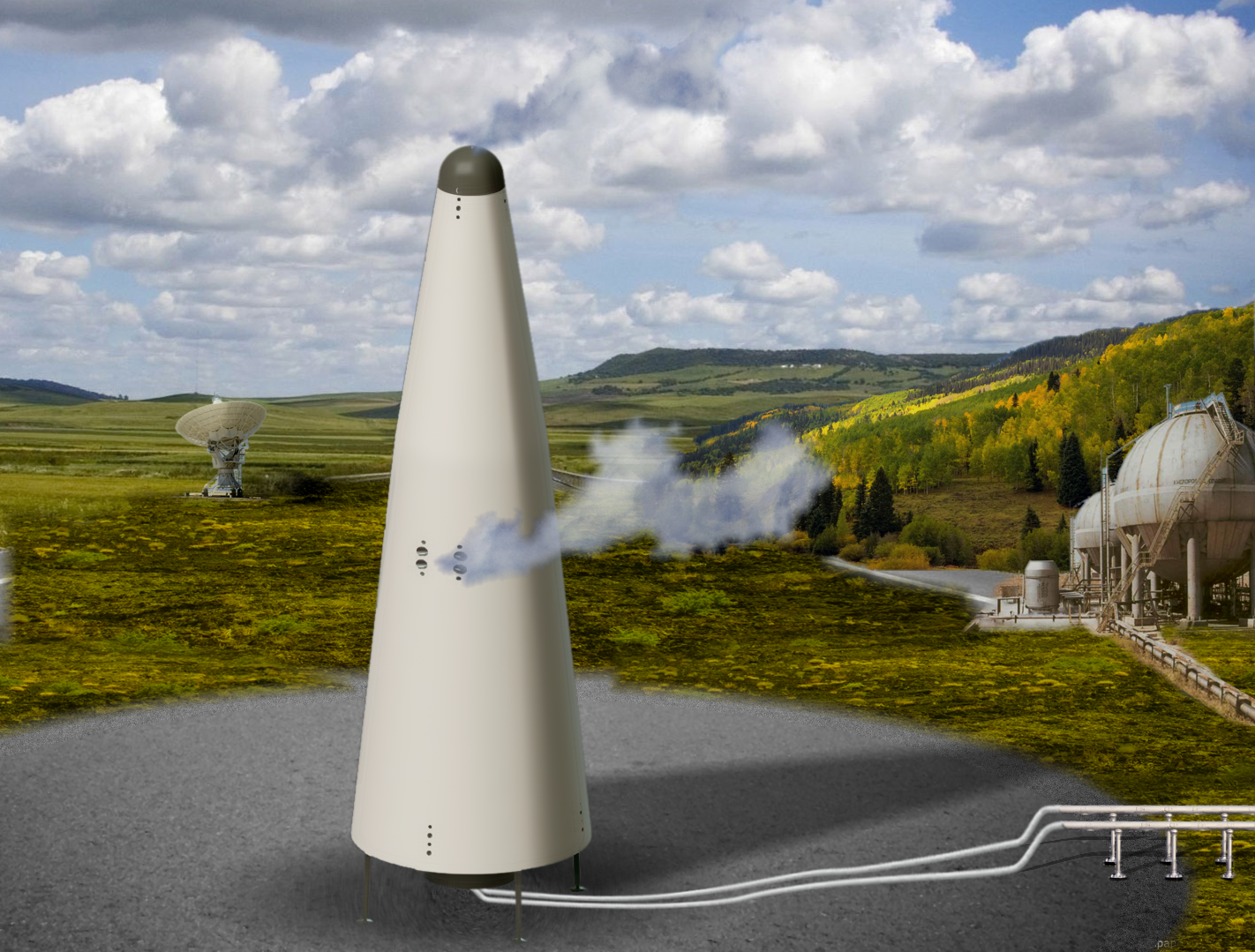
РН КОРОНА на взлётно-посадочной площадке космодрома (иллюстрация)
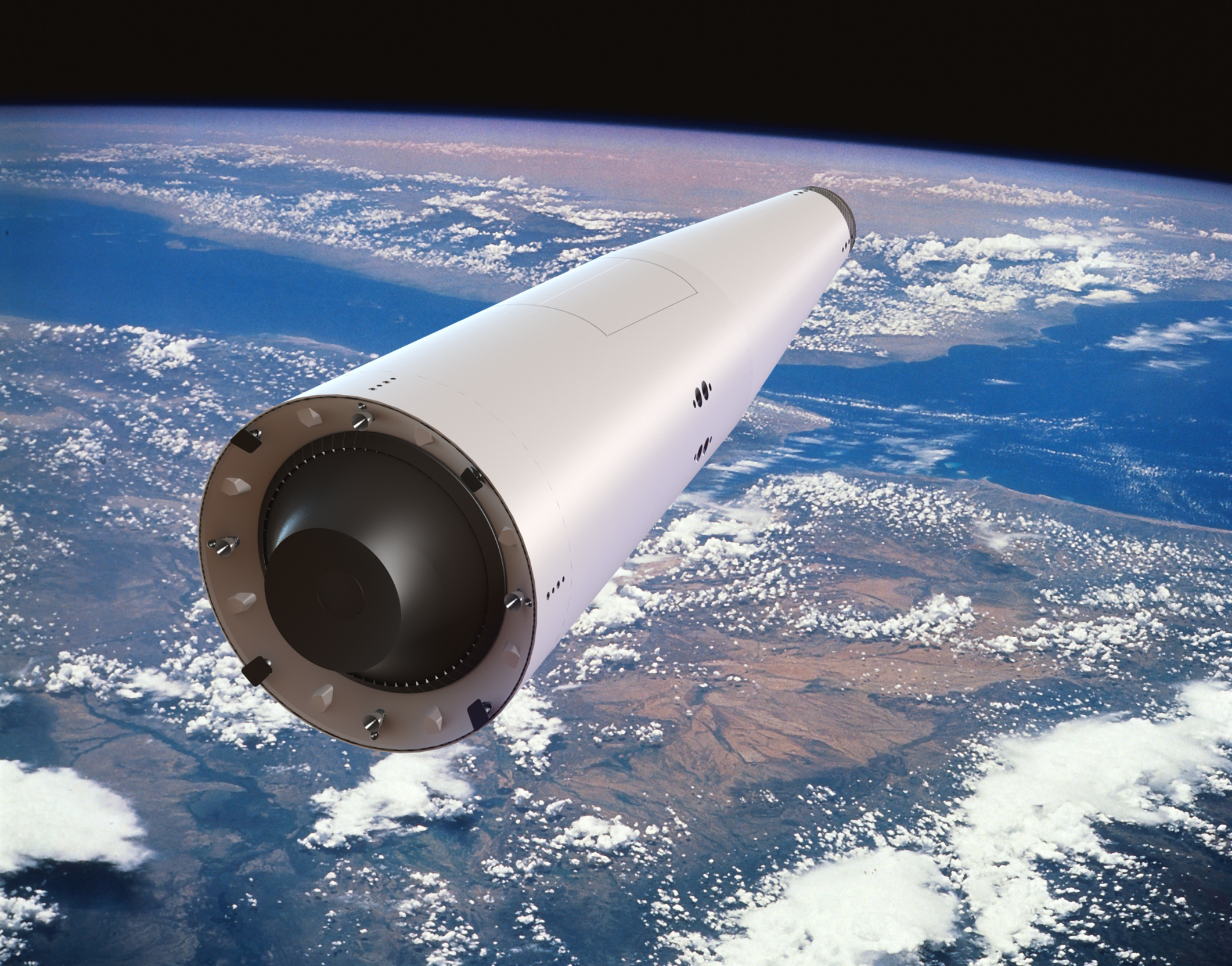
РН КОРОНА в орбитальном полёте с закрытым отсеком полезной нагрузки (иллюстрация)

### Стоимость разработки
По сведениям ведущего инженера-конструктора проектного отдела ГРЦ им. Макеева Александра Вавилина, для летных испытаний и опытной эксплуатации РН требуется менее 2 млрд руб. Если эта информация верна, РН могла бы составить серьёзную конкуренцию современным одноразовым средствам выведения за счёт того, что возврат инвестиций произойдет через семь лет эксплуатации ракеты (при сохранении количества пусков на текущем уровне) или через полтора года (если количество пусков будет расти).

### Прочее
Степень многоразовости РН в целом — 100 полетов, отдельных её элементов — не менее 25.
Наиболее похожа на данную ракету-носитель ракета разработки McDonnel Douglas — Delta Clipper (DC-X), являвшаяся модельным аппаратом многоразовой РН и совершившая в 90-х годах XX века 12 испытательных полетов в пределах земной атмосферы.